# Forcipomyia carolinea
Forcipomyia carolinea är en tvåvingeart som beskrevs av Tokunaga 1959. Forcipomyia carolinea ingår i släktet Forcipomyia och familjen svidknott. Inga underarter finns listade i Catalogue of Life.